# Bündnis Malikitische Gemeinde Deutschland
Das Bündnis Malikitische Gemeinde Deutschland e. V. (BMG) ist eine islamische Religionsgemeinschaft mit Sitz in Düsseldorf. Vorsitzender des BMG ist Omar Kuntich.

## Islamverständnis
Nach eigenen Angaben sieht sich das BMG als „Stimme eines traditionellen Islams“ in Deutschland. Konkret schlägt sich dies in der expliziten Bezugnahme auf die malikitische Rechtsschule, asch'aritische Theologie sowie die Lehren des Sufismus nieder. Dies entspricht den drei Dimensionen des traditionellen bzw. klassischen Islam (Islām, Īmān, Iḥsān), die laut dem berühmten „Gabriel-Hadith“ (ḥadīṯ Ǧibrīl) für die Religion (arab. Dīn) konstitutiv sind. Gleichzeitig grenzt sich der Verband damit deutlich von (neo)-salafistischen Ideologien und Bewegungen ab, welche u. a. die klassischen Theologie- und Rechtsschulen als „unerlaubte Neuerung“ (arab.: Bidʿa) ablehnen.
Berühmte internationale Vertreter eines traditionell-sunnitischen Islam sind u. a. Hamza Yusuf, ʿAbdallāh ibn Baiya, Umar Faruq Abdallah und Abd al-Hakim Murad (Timothy Winter).

## Organisation und Struktur
Neben dem im Jahr 2016 gegründeten nordrhein-westfälischen Landesverband (Bündnis Marokkanische Gemeinde Landesverband NRW e.V.) gibt es seit 2021 auch einen hessischen Landesverband. Das sozial-caritative Engagement des Verbandes wird durch die Wohlfahrtsstelle Malikitische Gemeinde Deutschland (WMGD) abgedeckt.
Der Verband finanziert sich ausschließlich durch Spenden und Projektfördermittel. Eine Auslandsfinanzierung lehnt der Verband ab.

## Engagement
Das BMG ist sowohl Mitglied der Deutschen Islamkonferenz als auch des Präventionsnetzwerks gegen religiös begründeten Extremismus. Zudem ist das BMG seit 2021 über seinen Landesverband in der Kommission für den Islamischen Religionsunterricht in NRW vertreten.